# 阿登卡塔鄉 (雅洛米察縣)
44°46′N 26°26′E / 44.767°N 26.433°E
阿登卡塔鄉（羅馬尼亞語：Comuna Adâncata, Ialomița），是羅馬尼亞的鄉份，位於該國南部，由雅洛米察縣負責管轄，面積45平方公里，海拔高度65米，2007年人口2,849，人口密度每平方公里64人。